# Stanisław Włodek
Stanisław Włodek herbu Prawdzic (zm. w 1615 roku) – wojewoda bełski w 1590 roku, kasztelan lwowski w latach 1588-1590, kasztelan kamieniecki w 1585 roku, starosta kołomyjski w 1588 roku, starosta halicki w latach 1582-1615.
Syn Macieja Włodka i jego żony Katarzyny, córki Stanisława Łaskiego.

## Życie prywatne

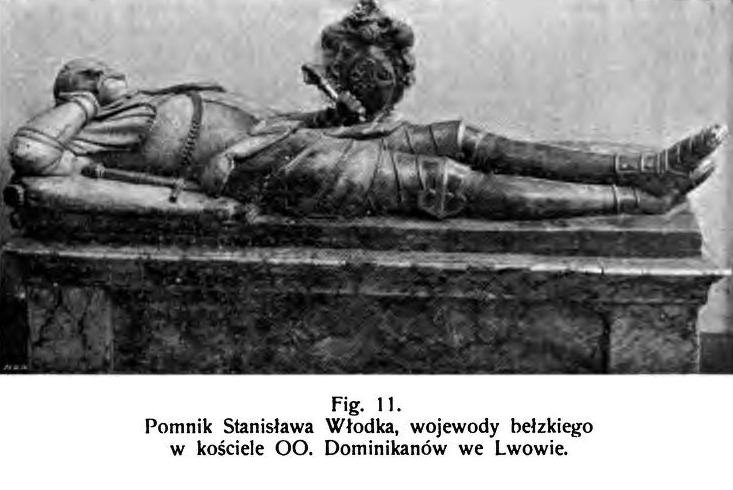

Jego pierwszą żoną była Elżbieta (zm. 1595), siostra kanclerza Jana Zamoyskiego. Miał z nią córkę Jadwigę (1573–1609), od 1599 roku żonę Piotra Firleja.
Drugą żoną była Jadwiga Oleśnicka (zm. 1611), na ich cześć Szymon Szymonowic napisał epitalamium.
Stanisław i jego obie żony zostali pochowani w kościele Bożego Ciała we Lwowie.